# L'amante della regina vergine
L'amante della regina vergine (titolo originale The Virgin's Lover) è un romanzo storico scritto dall'autrice britannica Philippa Gregory basato principalmente sulla storia d'amore fra Elisabetta I d'Inghilterra e il cortigiano Robert Dudley, sposato con Amy Robsart. Il racconto si porta però anche in tutti i particolari dell'età elisabettiana e del consolidamento del suo regno all'inizio instabile per la spaccatura presente nel paese fra cattolici e protestanti.

## Trama
XVI secolo. Dopo la morte (1558) della regina Maria I d'Inghilterra detta la sanguinaria, Elisabetta, figlia del secondo matrimonio di Enrico VIII con Anna Bolena, sale al trono. Il fatto che sia una regina protestante porta una profonda spaccatura nel paese diviso fra cattolici e protestanti. Inoltre il consigliere di Elisabetta, William Cecil, la esorta a sposarsi, consigliandole anche la proposta del re di Spagna, ma questa rifiuta sia il sovrano spagnolo, sia altri pretendenti (1559).

Elisabetta e Robert diventano molto intimi e in tutto il paese vi sono pettegolezzi sui due amanti.
Per far cessare i pettegolezzi Elisabetta decide di sposare o l'arciduca Ferdinando d'Austria, o James Hamilton, III conte di Arron.

Oltre alla profonda spaccatura religiosa, l'Inghilterra è esposta a un attacco dalla Scozia, alleata francese.

Nel frattempo la moglie di Robert, Amy, accusa dolori al petto e si sparge la voce che sia malata.

Dopo il rifiuto della regina di muovere guerra contro la Francia, alleandosi con gli scozzesi; Cecil abbandona il suo ruolo di consigliere. Successivamente Elisabetta decide di invadere la Scozia e combattere i francesi, che vengono sconfitti.

Nel frattempo Filippo II di Spagna si offre come mediatore tra francesi e inglesi, con l'intenzione di obbligare i paesi alla pace anche tramite una guerra. Il progetto del sovrano di Spagna è, in realtà, quello di invadere la Scozia. Tuttavia, per problemi interni, la Spagna rinuncia all'invasione.

Con la morte di Maria di Guisa, reggente di Scozia, nonché nobile francese; Elisabetta firma una pace con la Francia.

Robert aspira a diventare re (1560), per questo Elisabetta chiede aiuto a Cecil, di nuovo al fianco della regina.

Amy Dudley viene ritrovata morta alla fine delle scale nella casa dove era ospitata, dopo aver chiesto di aver la casa libera; in questo modo Dudley non può restare al fianco della regina; anche se dichiarato innocente.

Il romanzo si muove in questo triangolo amoroso in cui passione, gelosia e ambizione la fanno da padrone.

## Edizioni
- Philippa Gregory, L'amante della regina vergine, traduzione di Linda De Angelis, I ed., Sperling & Kupfer,  p. 440, ISBN 88-200-4045-X.